# 深沙大将

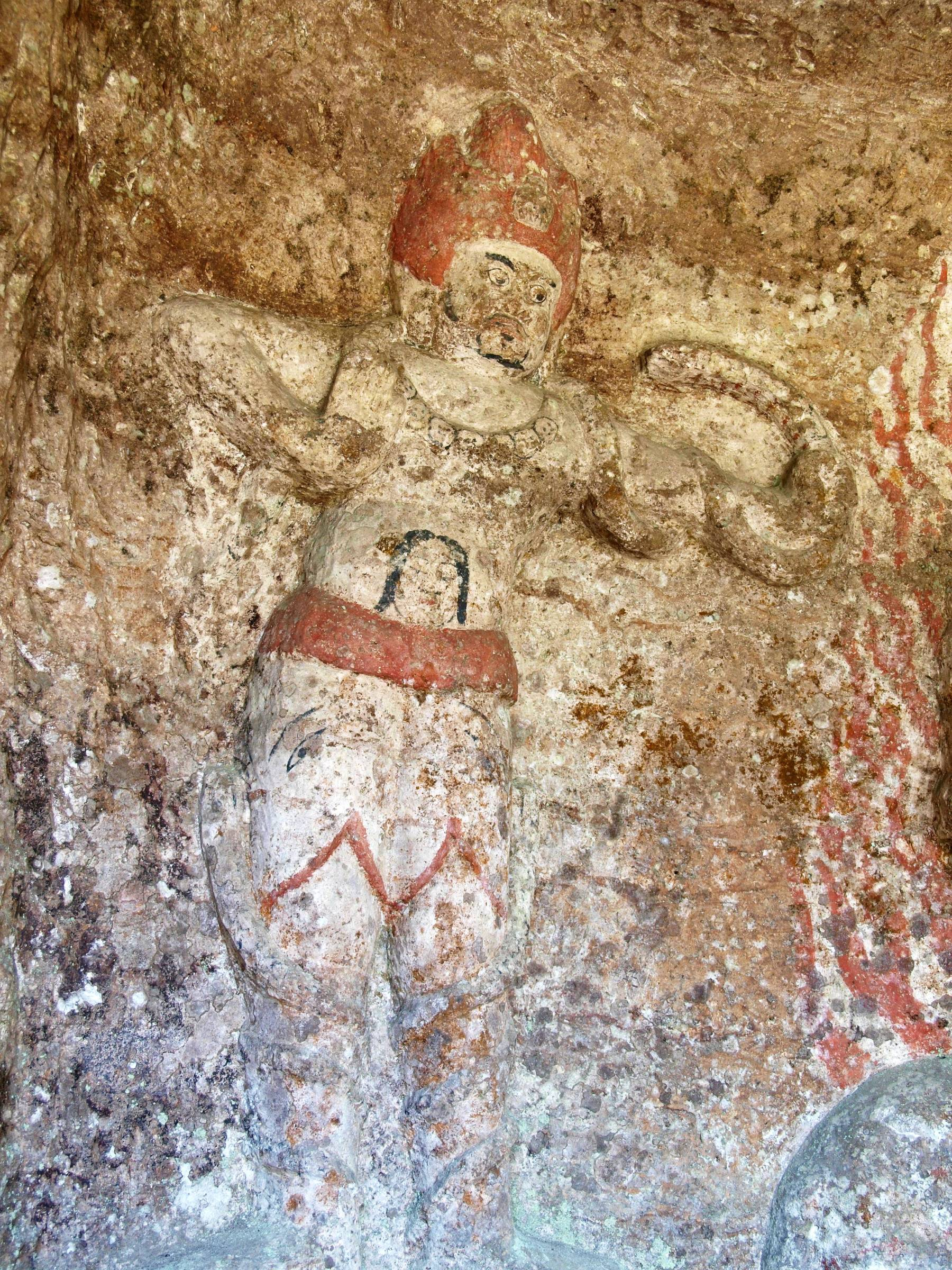
深沙大将（高瀬石仏）

深沙大将（じんじゃだいしょう）は、仏教の守護神。『大般若経』を守護する十六善神の一つであり、観音菩薩または多聞天の化身であるとされる。深沙神、深沙大王、奉教鬼とも呼ばれる。

## 概説
砂漠で危難を救うことを本誓とする鬼神で、病気を癒し、魔事を遠ざけるという。玄奘三蔵がインドへ旅した際、砂漠で玄奘を守護したと伝えられる。
姿は2臂（ひ）で忿怒相をし、腰布だけを身に着けた力士形の裸形で、腹部には子供の顔を現す。首に髑髏の瓔珞をつける。左手に青蛇を持つ場合もある。
修験道では、慧印六段法の加行本尊になっているが、その道場観では鬼神形ではなく、唐服を着た、道教神で冥界の神である泰山府君と習合した姿である。利益には、いわゆる「十種勝利」「四種果報」があるが、これはこの尊の本地が十一面観音であるとされていることによるものである。